# Kanał Młyński (dopływ Płoni)
Kanał Młyński (także Sicina, Czarna Struga) – kanał wodny w północno-zachodniej Polsce, lewy dopływ Płoni o długości 21 km. Płynie przez Równinę Pyrzycko-Stargardzką w województwie zachodniopomorskim. Powierzchnia zlewni kanału obejmuje obszar 69,3 km².
Kanał bierze początek od niewielkich mokradeł pomiędzy wsiami Mielęcin i Krzemlin i płynie w kierunku północnym. Przepływa przez Nowielin i Pyrzyce. W Pyrzycach skręca na wschód opływając miasto od południowego wschodu sztucznie wykopanym w średniowieczu kanałem. W dolnym biegu skręca na zachód, a następnie na wschód, przepływa przez Brzezin i Ryszewo i uchodzi do Płoni na 0,5 kilometra przed wpłynięciem jej wód do jeziora Miedwie. 
Miejscowości położone nad Siciną i Kanałem Młyńskim:
- Mielęcin
- Nowielin
- Pyrzyce
- Brzezin
- Ryszewo

Nazwę Kanał Młyński wprowadzono urzędowo w 1949 roku, zastępując poprzednią niemiecką nazwę kanału – Mühl-Graben. Na odcinek cieku do Pyrzyc potocznie używa się nazwy Sicina.